# Natação artística no Campeonato Mundial de Esportes Aquáticos de 2024 - Rotina técnica equipes

A prova da rotina técnica equipes da natação artística no Campeonato Mundial de Esportes Aquáticos de 2024 foi realizada nos dias 5 e 6 de fevereiro de 2024 em Doha, no Catar.

## Cronograma
Todos os horários estão na hora local (UTC+3).
| Data           | Hora  | Evento       |
| -------------- | ----- | ------------ |
| 5 de fevereiro | 09:30 | Eliminatória |
| 6 de fevereiro | 14:00 | Final        |

## Formato da competição
A competição consiste em duas rodadas: preliminar e final. As 12 melhores equipes classificam-se a final.

## Medalhistas
| Ouro | Prata | Bronze |
| China · Chang Hao · Feng Yu · Wang Ciyue · Wang Liuyi · Wang Qianyi · Xiang Binxuan · Xiao Yanning · Zhang Yayi | Espanha · Marina García Polo · Lilou Lluis Valette · Meritxell Mas · Alisa Ozhogina · Paula Ramírez · Sara Saldaña · Iris Tió · Blanca Toledano | Japão · Moe Higa · Moeka Kijima · Uta Kobayashi · Tomoka Sato · Ayano Shimada · Ami Wada · Mashiro Yasunaga · Megumu Yoshida |

## Resultados
| Pos.              | Nacionalidade  | Eliminatória | Eliminatória | Final         | Final         |
| Pos.              | Nacionalidade  | Pontos       | Pos.         | Pontos        | Pos.          |
| ----------------- | -------------- | ------------ | ------------ | ------------- | ------------- |
| Medalha de ouro   | China          | 304.1272     | 1            | 299.8712      | 1             |
| Medalha de prata  | Espanha        | 278.0675     | 3            | 275.8925      | 2             |
| Medalha de bronze | Japão          | 282.4379     | 2            | 275.8787      | 3             |
| 4                 | Estados Unidos | 273.2900     | 4            | 266.9333      | 4             |
| 5                 | Itália         | 242.4208     | 6            | 260.8183      | 5             |
| 6                 | Canadá         | 259.4950     | 5            | 253.3550      | 6             |
| 7                 | Israel         | 226.3484     | 8            | 237.6533      | 7             |
| 8                 | Austrália      | 220.6945     | 9            | 224.0447      | 8             |
| 9                 | Cazaquistão    | 212.8557     | 10           | 223.2108      | 9             |
| 10                | Ucrânia        | 234.8733     | 7            | 206.7175      | 10            |
| 11                | Eslováquia     | 201.9179     | 11           | 201.5421      | 11            |
| 12                | Tailândia      | 189.9891     | 12           | 187.8733      | 12            |
| 13                | Egito          | 189.2367     | 13           | Não avançaram | Não avançaram |
| 14                | Grécia         | 185.5846     | 14           | Não avançaram | Não avançaram |
| 15                | Brasil         | 183.5283     | 15           | Não avançaram | Não avançaram |
| 16                | Costa Rica     | 147.7479     | 16           | Não avançaram | Não avançaram |
| 17                | África do Sul  | 118.8650     | 17           | Não avançaram | Não avançaram |